# Nadezhda (Schiff, 1991)

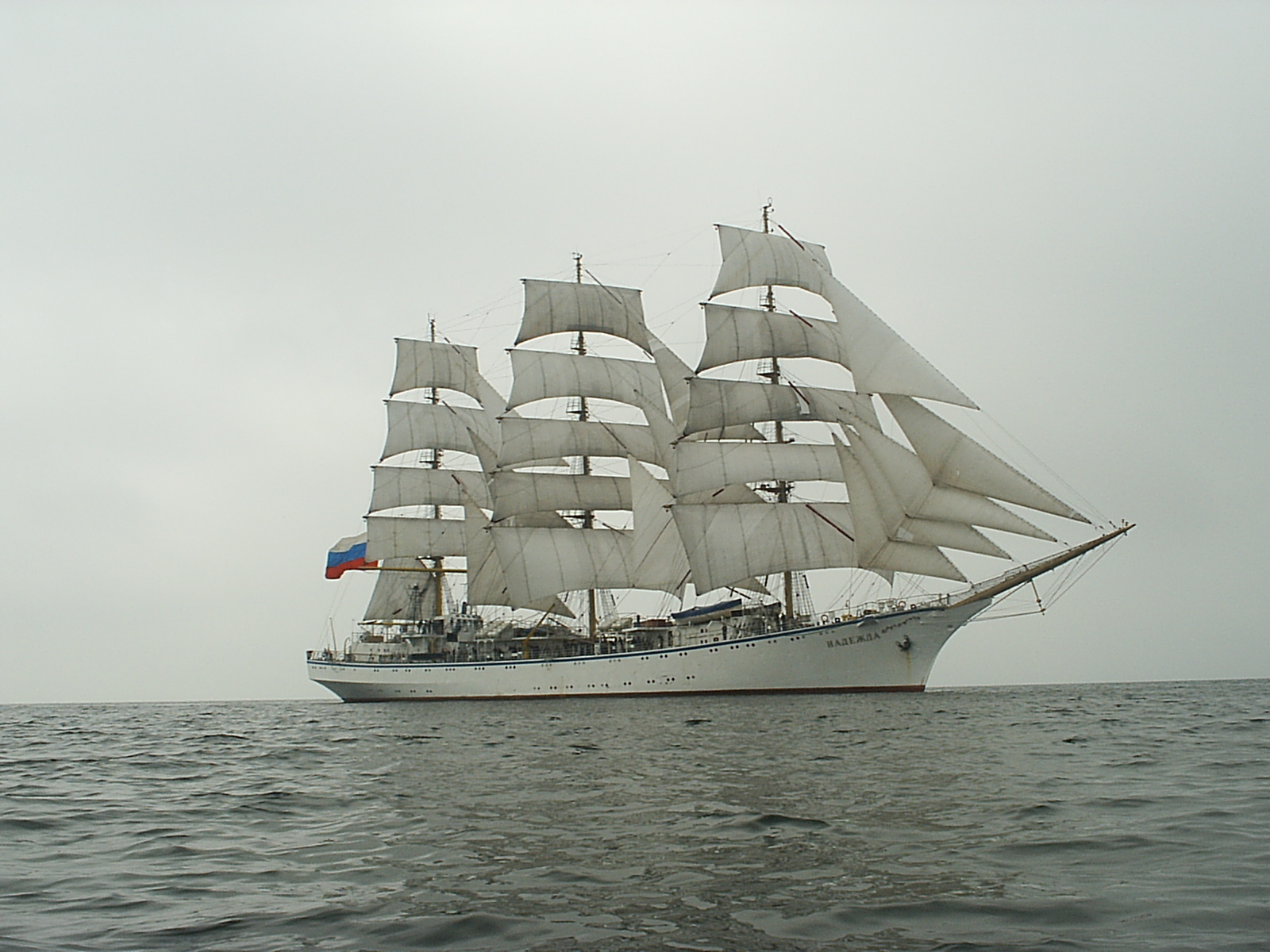
Die Nadezhda unter vollen Segeln

Das Vollschiff Nadezhda (russisch Надежда, deutsch: Nadeschda) ist ein russisches Segelschulschiff mit dem Heimathafen Wladiwostok. Sie gehört zu den modernen Vollschiffen einer Serie von Schwesterschiffen nach Plänen des polnischen Segelschiffkonstrukteurs Zygmunt Choreń und wurde 1991 auf der Werft Danzig gebaut.
Eigner der Nadezhda ist die staatliche Hochschule für Seefahrt in Wladiwostok. Die Schwesterschiffe sind Mir [Мир], Pallada, Khersones [Херсонес], Druschba [Дружба] und Dar Młodzieży. Im Jahr 2003 nahm die Nadezhda am Cutty Sark Tall Ship’s Race teil. Zwischen 2003 und 2004 machte sie eine komplette Weltreise.